# Escusón

Ejemplo de escusón.

En heráldica, se llama escusón o sobrescudo  a la pieza honorable que consiste en un escudo de pequeño tamaño, con la misma forma que el principal y con unas dimensiones equivalentes a su tercera parte. Se encuentra situado en abismo, colocado en el centro del blasón principal. Ha sido frecuente que fueran concedidos por parte de algún monarca.
Cuando está solo en el escudo sin mezcla de otras armas se entiende por pieza de honor como lo son todas las demás figuras. Pero cuando hay otras particiones en el escudo, sirve para poner las principales armas de la casa, siempre que el mayor esté lleno de diferentes alianzas de forma que lo mismo es ver el escudito pequeño sobre todo el escudo de distintas armas, que entender que las que incluye son las armas del nombre o título de aquella familia y las otras sus alianzas. Así como se comprende en los otros escudos de distintos cuarteles ser las armas principales de la casa las que están en el primer cuartel de lo alto y diestra del escudo y las restantes las dependencias e inclusiones que tiene con otras.
El término escudete es erróneamente mal empleado para designar al escusón, en realidad el escudete es un escudo pequeño que puede variar su tamaño dependiendo del espacio a ocupar y no debe estar en el centro.